# Оскар за најбољу костимографију
Оскар за најбољу костимографију (Оскар за најбољи костим, Оскар за најбољи дизајн костима) награда је коју Америчка академија за науку и филм једном годишње додељује костимографима који су направили најбоље костиме за филм у претходној години.
Установљена је 1948. и први пут додељена на 21. додели Оскара. Најпре је била подељена у две категорије — најбољи костим у црно-белом филму и најбољи костим за филм у боји, да би 1967. била спојена у једну. Идит Хед је највише пута Оскаром награђена жена у историји — за костиме које је направила, добила је осам Оскара, а тридесет пет пута је била номинована за ову награду.

## Добитници и номиновани

### 1948—1949
| Year      | Категорија                                                      | Добитник/Добитница        | Номиновани |
| --------- | --------------------------------------------------------------- | ------------------------- | ---------- |
| 1948      |                                                                 |                           |            |
| црно-бели | Хамлет –                                                        | - — Ирена Ленц            |            |
| у боји    | Јованка Орлеанка – Дороти Џекинс и Барбара Каринска             | - — Идит Хед и Џил Стил   |            |
| 1949      |                                                                 |                           |            |
| црно-бели | Наследница – Идит Хед и Џил Стил                                | - — Виторио Нино Новарезе |            |
| у боји    | Авантуре дон Хуана – Марџори Бест, Лија Роудс и Вилијам Травиља | - — Кеј Нелсон            |            |

### 1950-е
| Година    | Категорија                                                         | Добитник/Добитница | Номиновани |
| --------- | ------------------------------------------------------------------ | --- | ---------- |
| 1950      |                                                                    | |            |
| црно-бели | Све о Еви – Идит Хед и Шарл Лемер                                  | - Јуче рођена — Жан Луј - Седморица величанствених — Волтер Планкет |            |
| у боји    | Самсон и Далила – Идит Хед, Шарл Лемер, Дороти Џекинс, Elois Jenssen, Џил Стил, | - Црна ружа — Мајкл Витакер - Та Форсајтова — Волтер Планкет и |            |
| 1951      |                                                                    | |            |
| црно-бели | Место под сунцем – Идит Хед                                        | - — Волтер Планкет и Џил Стил - — Шарл Лемер и Рени Конли - — Едвард Стивенсон и - Трамвај звани жеља — |            |
| у боји    | Американац у Паризу – Ори Кели, Волтер Планкет и Ирена Шараф       | - Давид и Батшиба — Шарл Лемер и Едвард Стивенсон - Велики Карузо — Хелен Роуз и Џил Стил - Кво вадис — Хершел Макој - Хофманове приче — Хајн Хекрот                                                          |            |
| 1952      |                                                                    | |            |
| црно-бели | Град илузија – Хелен Роуз                                          | - Афера у Тринидаду — Жан Луј - Кери — Идит Хед - Моја рођака Рејчел — Шарл Лемер и Дороти Џекинс - Изненадни страх — Шила О‘Брајан                                                                           |            |
| у боји    | Мулен руж –                                                        | - Највећа представа на свету — Идит Хед, Дороти Џекинс и Мајлс Вајт - Ханс Кристијан Андерсен — , и Барбара Каринска - — Хелен Роуз и Џил Стил                                                                |            |
| 1953      |                                                                    | |            |
| црно-бели | Празник у Риму – Идит Хед                                          | - Глумица — Волтер Планкет - — Хелен Роуз и Хешрел Макој - Одавде до вечности — Жан Луј - Прва дама Америке — Шарл Лемер и Рени Конли                                                                         |            |
| у боји    | Гардеробер – Шарл Лемер и Емил Сантијаго                           | - Зови ме госпођо — Ирена Шараф - Како се удати за милионера — Шарл Лемер и Вилијам Травиља - Краљица девица — Волтер Планкет                                                                                 |            |
| 1954      |                                                                    | |            |
| црно-бели | Сабрина – Идит Хед                                                 | - Минђуше Мадам де... — и - Извршни апартман — Хелен Роуз - — Кристијан Диор - — Жан Луј |            |
| у боји    | Врата пакла – Санцо Вада                                           | - — Ирена Шараф - Дезире — Шарл Лемер и Рене Хјуберт - Звезда је рођена — Жан Луј, и Ирена Шараф - Нема посла као што је шоу бизнис — Charles LeMaire, William Travilla, Miles White                          |            |
| 1955      |                                                                    | |            |
| црно-бели | Плакаћу сутра – Хелен Роуз                                         | - — Жан Луј - Тетовирана ружа — Идит Хед - — Тадаото Каиношо |            |
| у боји    | Љубав је сјајна ствар – Шарл Лемер                                 | - Момци и девојке — Ирена Шараф - Прекинута мелодија — Хелен Роуз - Држ’те лопова — Идит Хед - — Шарл Лемер и                                                                                                 |            |
| 1956      |                                                                    | |            |
| црно-бели | The Solid Gold Cadillac – Jean Louis                               | - Седам самураја — Kohei Ezaki - The Power and the Prize — Helen Rose - The Proud and Profane — Edith Head - Teenage Rebel — Charles LeMaire, Mary Wills                                                      |            |
| у боји    | The King and I – Irene Sharaff                                     | - Around the World in 80 Days — Miles White - Giant — Moss Mabry, Marjorie Best - Десет заповести — Edith Head, Ralph Jester, John Jensen, Dorothy Jeakins, Arnold Friberg - War and Peace — Marie de Matteis |            |

Године 1957. категорије су спојене у једну.
| Year | Winner                 | Nominees | Ref   |
| ---- | ---------------------- | --- | ----- |
| 1957 | Les Girls – Orry-Kelly | - Афера за памћење — Charles LeMaire - Funny Face — Edith Head, Hubert de Givenchy - Pal Joey — Jean Louis - Raintree County — Walter Plunkett                                     | [ 1 ] |
| 1958 | Жижи – Cecil Beaton    | - Bell, Book and Candle — Jean Louis - The Buccaneer — Ralph Jester, Edith Head, John Jensen - A Certain Smile — Charles LeMaire, Mary Wills - Some Came Running — Walter Plunkett | [ 2 ] |

For 1959 the Award was again divided into two awards.
| Year            | Category                        | Winner | Nominees | Ref |
| --------------- | ------------------------------- | --- | -------- | --- |
| 1959            |                                 | |          |     |
| Black and white | Неки то воле вруће – Orry-Kelly | - Career — Edith Head - The Diary of Anne Frank — Charles LeMaire, Mary Wills - The Gazebo — Helen Rose - The Young Philadelphians — Howard Shoup | [ 3 ]    |     |
| Color           | Бен-Хур – Elizabeth Haffenden   | - The Best of Everything — Adele Palmer - The Big Fisherman — Renie Conley - The Five Pennies — Edith Head - Porgy and Bess — Irene Sharaff       | [ 3 ]    |     |

### 1960-е
| Year            | Category                                                         | Winner | Nominees | Ref |
| --------------- | ---------------------------------------------------------------- | --- | -------- | --- |
| 1960            |                                                                  | |          |     |
| Black and white | The Facts of Life – Edith Head и Edward Stevenson                | - Never on Sunday — Denny Vachlioti - The Rise and Fall of Legs Diamond — Howard Shoup - Seven Thieves — Bill Thomas - The Virgin Spring — Marik Vos                                                                 | [ 4 ]    |     |
| Color           | Спартак – Arlington Valles                                       | - Can-Can — Irene Sharaff - Midnight Lace — Irene Lentz - Pepe — Edith Head - Sunrise at Campobello — Marjorie Best                                                                                                  | [ 4 ]    |     |
| 1961            |                                                                  | |          |     |
| Black and white | La Dolce Vita – Piero Gherardi                                   | - The Children's Hour — Dorothy Jeakins - Claudell Inglish — Howard Shoup - Нирнбершки процес — Jean Louis - Yojimbo — Yoshirō Muraki                                                                                | [ 5 ]    |     |
| Color           | Прича са западне стране – Irene Sharaff                          | - Babes in Toyland — Bill Thomas - Back Street — Jean Louis - Flower Drum Song — Irene Sharaff - Pocketful of Miracles — Edith Head и Walter Plunkett                                                                | [ 5 ]    |     |
| 1962            |                                                                  | |          |     |
| Black and white | Шта се догодило са Беби Џејн? – Norma Koch                       | - Days of Wine and Roses — Don Feld - The Man Who Shot Liberty Valance — Edith Head - The Miracle Worker — Ruth Morley - Phaedra — Denny Vachlioti                                                                   | [ 6 ]    |     |
| Color           | The Wonderful World of the Brothers Grimm – Mary Wills           | - Bon Voyage! — Bill Thomas - Gypsy — Orry-Kelly - The Music Man — Dorothy Jeakins - My Geisha — Edith Head | [ 6 ]    |     |
| 1963            |                                                                  | |          |     |
| Black and white | 8½ – Piero Gherardi                                              | - Love with the Proper Stranger — Edith Head - The Stripper — William Travilla - Toys in the Attic — Bill Thomas - Wives and Lovers — Edith Head                                                                     | [ 7 ]    |     |
| Color           | Клеопатра – Renie Conley, Vittorio Nino Novarese и Irene Sharaff | - The Cardinal — Доналд Брукс - How the West Was Won — Волтер Планкет - The Leopard — Piero Tosi - A New Kind of Love — Идит Хед                                                                                     | [ 7 ]    |     |
| 1964            |                                                                  | |          |     |
| Black and white | The Night of the Iguana – Dorothy Jeakins                        | - A House Is Not a Home — Идит Хед - Hush… Hush, Sweet Charlotte — Norma Koch - Kisses for My President — Howard Shoup - The Visit — René Hubert                                                                     | [ 8 ]    |     |
| Color           | Моја лепа госпођице – Cecil Beaton                               | - Becket — Margaret Furse - Мери Попинс — Тони Волтон - The Unsinkable Molly Brown — Morton Haack - What a Way to Go! — Edith Head, Moss Mabry                                                                       | [ 8 ]    |     |
| 1965            |                                                                  | |          |     |
| Black and white | Darling – Julie Harris                                           | - Morituri — Moss Mabry - A Rage to Live — Howard Shoup - Ship of Fools — Jean Louis and Bill Thomas - The Slender Thread — Edith Head                                                                               | [ 9 ]    |     |
| Color           | Доктор Живаго – Филис Далтон                                     | - The Agony and the Ecstasy — Vittorio Nino Novarese - The Greatest Story Ever Told — Marjorie Best и Vittorio Nino Novarese - Inside Daisy Clover — Edith Head и Bill Thomas - The Sound of Music — Dorothy Jeakins | [ 9 ]    |     |
| 1966            |                                                                  | |          |     |
| Black and white | Ко се боји Вирџиније Вулф? – Irene Sharaff                       | - Јеванђеље по Матеју — Danilo Donati - Mandragola — Danilo Donati - Mister Buddwing — Helen Rose - Morgan! — Jocelyn Rickards                                                                                       | [ 10 ]   |     |
| Color           | Човек за сва времена – Elizabeth Haffenden                       | - Gambit — Jean Louis - Hawaii — Dorothy Jeakins - Juliet of the Spirits (Giulietta degli spiriti) — Piero Gherardi - The Oscar — Edith Head                                                                         | [ 10 ]   |     |

From 1967 the category was merged permanently.
| Year | Winner                                     | Nominees | Ref    |
| ---- | ------------------------------------------ | --- | ------ |
| 1967 | Camelot – John Truscott                    | - Bonnie and Clyde — Theadora Van Runkle - The Happiest Millionaire — Bill Thomas - The Taming of the Shrew — Danilo Donati and Irene Sharaff - Thoroughly Modern Millie — Jean Louis | [ 11 ] |
| 1968 | Romeo and Juliet – Danilo Donati           | - The Lion in Winter — Margaret Furse - Oliver! — Филис Далтон - Планета мајмуна — Morton Haack - Star! — Donald Brooks                                                               | [ 12 ] |
| 1969 | Anne of the Thousand Days – Margaret Furse | - Hello, Dolly! — Irene Sharaff - Gaily, Gaily — Ray Aghayan - Sweet Charity — Edith Head - Коње убијају, зар не? — Don Feld                                                          | [ 13 ] |

### 1970-е
| Year | Winner                                                   | Nominees | Ref    |
| ---- | -------------------------------------------------------- | --- | ------ |
| 1970 | Cromwell – Vittorio Nino Novarese                        | - Airport — Edith Head - Darling Lili — Jack Bear и Donald Brooks - The Hawaiians — Bill Thomas - Scrooge — Margaret Furse                                                                 | [ 14 ] |
| 1971 | Nicholas and Alexandra – Yvonne Blake и Antonio Castillo | - Bedknobs and Broomsticks — Bill Thomas - Death in Venice — Piero Tosi - Mary, Queen of Scots — Margaret Furse - What's the Matter with Helen? — Morton Haack                             | [ 15 ] |
| 1972 | Travels with My Aunt – Anthony Powell                    | - Кум — Anna Hill Johnstone - Lady Sings the Blues — Ray Aghayan, Norma Koch и Bob Mackie - The Poseidon Adventure — Paul Zastupnevich - Young Winston — Anthony Mendleson                 | [ 16 ] |
| 1973 | The Sting – Edith Head                                   | - Cries and Whispers — Marik Vos - Ludwig — Piero Tosi - Tom Sawyer — Don Feld - The Way We Were — Dorothy Jeakins и Moss Mabry                                                            | [ 17 ] |
| 1974 | The Great Gatsby – Theoni V. Aldredge                    | - Chinatown — Anthea Sylbert - Daisy Miller — John Furness - Кум 2 — Theadora Van Runkle - Murder on the Orient Express — Tony Walton                                                      | [ 18 ] |
| 1975 | Barry Lyndon – Milena Canonero и Ulla-Britt Soderlund    | - The Four Musketeers — Yvonne Blake и Ron Talsky - Funny Lady — Ray Aghayan и Bob Mackie - The Magic Flute — Karin Erskine и Henny Noremark - The Man Who Would Be King — Edith Head      | [ 19 ] |
| 1976 | Fellini's Casanova – Danilo Donati                       | - Пут ка слави — William Ware Theiss - The Incredible Sarah — Anthony Mendleson - The Passover Plot — Mary Wills - The Seven-Per-Cent Solution — Alan Barrett                              | [ 20 ] |
| 1977 | Star Wars – John Mollo                                   | - Airport '77 — Edith Head и Burton Miller - Џулија — Anthea Sylbert - A Little Night Music — Florence Klotz - The Other Side of Midnight — Irene Sharaff                                  | [ 21 ] |
| 1978 | Death on the Nile – Anthony Powell                       | - Caravans — Renie Conley - Days of Heaven — Patricia Norris - The Swarm — Paul Zastupnevich - The Wiz — Tony Walton                                                                       | [ 22 ] |
| 1979 | All That Jazz – Albert Wolsky                            | - Agatha — Shirley Ann Russell - The Bird Cage (La cage aux folles) — Ambra Danon и Piero Tosi - Butch and Sundance: The Early Days — William Ware Theiss - The Europeans — Judy Moorcroft | [ 23 ] |

### 1980-е
| Year | Winner                                        | Nominees | Ref    |
| ---- | --------------------------------------------- | --- | ------ |
| 1980 | Tess – Anthony Powell                         | - Човек слон — Patricia Norris - My Brilliant Career — Anna Senior - Somewhere in Time — Jean-Pierre Dorleac - When Time Ran Out — Paul Zastupnevich                | [ 24 ] |
| 1981 | Ватрене кочије – Milena Canonero              | - Жена француског поручника — Tom Rand - Pennies from Heaven — Bob Mackie - Ragtime — Anna Hill Johnstone - Reds — Shirley Ann Russell                              | [ 25 ] |
| 1982 | Ганди – Bhanu Athaiya и John Mollo            | - Софијин избор — Albert Wolsky - La Traviata — Piero Tosi - Трон — Elois Jenssen и Rosanna Norton - Victor Victoria — Patricia Norris                              | [ 26 ] |
| 1983 | Fanny and Alexander – Marik Vos               | - Cross Creek — Joe I. Tompkins - Heart Like a Wheel — William Ware Theiss - The Return of Martin Guerre — Anne-Marie Marchand - Zelig — Santo Loquasto             | [ 27 ] |
| 1984 | Амадеус – Theodor Pistek                      | - 2010 — Patricia Norris - The Bostonians — Jenny Beavan и John Bright - A Passage to India — Џуди Муркрофт - Places in the Heart — Ен Рот                          | [ 28 ] |
| 1985 | Ран – Emi Wada                                | - The Color Purple — Aggie Guerard Rodgers - The Journey of Natty Gann — Albert Wolsky - Моја Африк — Milena Canonero - Част Прицијевих — Donfeld                   | [ 29 ] |
| 1986 | Соба са погледом – Jenny Beavan и John Bright | - Мисија — Enrico Sabbatini - Otello — Anna Anni и Maurizio Millenotti - Peggy Sue Got Married — Theadora Van Runkle - Pirates — Anthony Powell                     | [ 30 ] |
| 1987 | The Last Emperor – James Acheson              | - The Dead — Dorothy Jeakins - Empire of the Sun — Bob Ringwood - Maurice — Jenny Beavan и John Bright - Несаломиви — Marilyn Vance-Straker                         | [ 31 ] |
| 1988 | Опасне везе – James Acheson                   | - Coming to America — Deborah Nadoolman - A Handful of Dust — Jane Robinson - Sunset — Patricia Norris - Tucker: The Man and His Dream — Milena Canonero            | [ 32 ] |
| 1989 | Henry V – Phyllis Dalton                      | - The Adventures of Baron Munchausen — Gabriella Pescucci - Возећи госпођицу Дејзи — Elizabeth McBride - Harlem Nights — Joe I. Tompkins - Valmont — Theodor Pištěk | [ 33 ] |

### 1990-е
| Year | Winner                                                                       | Nominees | Ref    |
| ---- | ---------------------------------------------------------------------------- | --- | ------ |
| 1990 | Cyrano de Bergerac – Franca Squarciapino                                     | - Avalon — Gloria Gresham - Плес са вуковима — Elsa Zamparelli - Dick Tracy — Milena Canonero - Hamlet — Maurizio Millenotti                      | [ 34 ] |
| 1991 | Bugsy – Albert Wolsky                                                        | - The Addams Family — Ruth Myers - Бартон Финк — Richard Hornung - Hook — Anthony Powell - Madame Bovary — Corinne Jorry                          | [ 35 ] |
| 1992 | Bram Stoker's Dracula – Eiko Ishioka                                         | - Enchanted April — Sheena Napier - Howards End — Jenny Beavan и John Bright - Малколм Икс — Рут Картер - Toys — Алберт Волски                    | [ 36 ] |
| 1993 | Доба невиности – Gabriella Pescucci                                          | - Orlando — Sandy Powell - The Piano — Janet Patterson - Остаци дана — Jenny Beavan и John Bright - Шиндлерова листа — Anna B. Sheppard           | [ 37 ] |
| 1994 | The Adventures of Priscilla, Queen of the Desert – Тим Чапел и Лизи Гардинер | - Bullets Over Broadway — Jeffrey Kurland - Little Women — Колин Етвуд - Maverick — April Ferry - Queen Margot (La reine Margot) — Moidele Bickel | [ 38 ] |
| 1995 | Restoration – James Acheson                                                  | - Храбро срце — Charles Knode - Richard III — Shuna Harwood - Sense and Sensibility — Jenny Beavan и John Bright - дванаест мајмуна — Julie Weiss | [ 39 ] |
| 1996 | Енглески пацијент – Ен Рот                                                   | - Angels & Insects — Paul Brown - Emma — Ruth Myers - Hamlet — Alexandra Byrne - The Portrait of a Lady — Janet Patterson                         | [ 40 ] |
| 1997 | Титаник – Deborah Lynn Scott                                                 | - Amistad — Ruth E. Carter - Kundun — Dante Ferretti - Oscar and Lucinda — Janet Patterson - The Wings of the Dove — Sandy Powell                 | [ 41 ] |
| 1998 | Заљубљени Шекспир – Sandy Powell                                             | - Beloved — Колин Етвуд - Elizabeth — Alexandra Byrne - Плезентвил — Judianna Makovsky - Velvet Goldmine — Sandy Powell                           | [ 42 ] |
| 1999 | Topsy-Turvy – Линди Хеминг                                                   | - Ана и краљ — Jenny Beavan - Sleepy Hollow — Колин Етвуд - Талентовани господин Рипли — Gary Jones и Ен Рот - Titus — Milena Canonero            | [ 43 ] |

### 2000-е
| Year | Winner                                                              | Nominees | Ref    |
| ---- | ------------------------------------------------------------------- | --- | ------ |
| 2000 | Гладијатор – Janty Yates                                            | - 102 Dalmatians — Anthony Powell - Crouching Tiger, Hidden Dragon — Tim Yip - How the Grinch Stole Christmas — Rita Ryack - Quills — Jacqueline West                                                 | [ 44 ] |
| 2001 | Мулен руж! – Catherine Martin и Angus Strathie                      | - The Affair of the Necklace — Milena Canonero - Gosford Park — Jenny Beavan - Хари Потер и Камен мудрости — Judianna Makovsky - Господар прстенова: Дружина прстена — Ngila Dickson и Richard Taylor | [ 45 ] |
| 2002 | Чикаго – Колин Етвуд                                                | - Фрида — Џули Вајс - Банде Њујорка — Sandy Powell - Сати (филм) — Ен Рот - Пијаниста — Anna B. Sheppard                                                                                              | [ 46 ] |
| 2003 | Господар прстенова: Повратак краља – Ngila Dickson и Richard Taylor | - Девојка са бисерном минђушом — Dien van Straalen - Последњи самурај — Ngila Dickson - Master and Commander: The Far Side of the World — Wendy Stites - Сибискит — Judianna Makovsky                 | [ 47 ] |
| 2004 | Авијатичар – Sandy Powell                                           | - У потрази за Недођијом — Alexandra Byrne - Lemony Snicket's A Series of Unfortunate Events — Колин Етвуд - Реј — Sharen Davis - Троја — Bob Ringwood                                                | [ 48 ] |
| 2005 | Мемоари једне гејше – Колин Етвуд                                   | - Charlie and the Chocolate Factory — Gabriella Pescucci - Mrs Henderson Presents — Sandy Powell - Гордост и предрасуде — Jacqueline Durran - Ход по ивици — Arianne Phillips                         | [ 49 ] |
| 2006 | Marie Antoinette – Milena Canonero                                  | - Curse of the Golden Flower (Man cheng jin dai huang jin jia) — Chung Man Yee - Ђаво носи Праду — Patricia Field - Dreamgirls — Sharen Davis - The Queen — Consolata Boyle                           | [ 50 ] |
| 2007 | Elizabeth: The Golden Age – Alexandra Byrne                         | - Across the Universe — Albert Wolsky - Покајање — Jacqueline Durran - La Vie en Rose (posthumous nomination) — Marit Allen - Свини Тод: Паклени берберин из улице Флит — Колин Етвуд                 | [ 51 ] |
| 2008 | The Duchess – Michael O'Connor                                      | - Australia — Catherine Martin - Необичан случај Бенџамина Батона — Џеклин Вест - Милк — Danny Glicker - Револуционарни пут — Алберт Волски                                                           | [ 52 ] |
| 2009 | The Young Victoria – Sandy Powell                                   | - Bright Star — Janet Patterson - Coco Before Chanel — Catherine Leterrier - The Imaginarium of Doctor Parnassus — Monique Prudhomme - Nine — Колин Етвуд                                             | [ 53 ] |

### 2010-е
| Година | Добитник/Добитница                            | Номиновани |
| ------ | --------------------------------------------- | --- |
| 2010   | Алиса у земљи чуда – Колин Атвуд              | - Ја сам љубав — Антонела Канароци - Краљев говор — Џени Беван - Бура — Сенди Пауел - Човек звани храброст — Мери Зофрис                                 |
| 2011   | Уметник – Марк Бриџиз                         | - Анонимус — Лизи Кристл - Иго — Сенди Пауел - Џејн Ер — Мајкл О‘Конор - В/Е — Аријана Филипс                                                            |
| 2012   | Ана Карењина — Жаклин Дјуран                  | - Јадници — Пако Делгадо - Линколн — Џоана Џонстон - Огледалце, огледалце — Еико Ишиока - Снежана и ловац — Колин Атвуд                                  |
| 2013   | Велики Гетсби — Кетрин Мартин                 | - Дванаест година ропства — Патриша Норис - Америчка превара — Мајкл Вилкинсон - Велики мајстор — Вилијам Чанг Сук Пинг - Невидљива жена — Мајкл О’Конор |
| 2014   | Гранд Будапест хотел — Милена Канонеро        | - Скривена мана — Марк Бриџиз - Зачарана шума — Колин Етвуд - Грдана — зла вила — Ана Б. Шепард - Господин Тарнер — Жаклин Дјуран                        |
| 2015   | Побеснели Макс: Ауто-пут беса — Џени Беван    | - Керол — Сенди Пауел - Пепељуга — Сенди Пауел - Данкиња — Пако Делгадо - Повратник — Жаклин Вест                                                        |
| 2016   | Фантастичне звери и где их наћи — Колин Етвуд | - Савезници — Џоана Џонстон - Флоренс Фостер Џенкинс — Консолата Бојл - Џеки — Медлин Фонтејн - Ла Ла Ленд — Мери Зофрис                                 |
| 2017   | Фантомска нит — Марк Бриџиз                   | - Лепотица и звер — Жаклин Дјуран - Најмрачнији час — Жаклин Дјуран - Облик воде — Луис Секеира - Викторија и Абдул — Консолата Бојл                     |
| 2018   | Црни Пантер — Рут Е. Картер                   | - Балада о Бастеру Скрагсу — Мери Зофрис - Миљеница — Сенди Пауел - Повратак Мери Попинс — Сенди Пауел - Мери Стјуарт краљица Шкотске — Александра Бирн  |
| 2019   | Мале жене — Жаклин Дјуран                     | - Ирац — Сенди Пауел и Кристофер Питерсон - Зец Џоџо — Мејс К. Рубео - Џокер — Марк Бриџиз - Било једном у Холивуду — Аријана Филипс                     |

### 2020-е
| Година | Добитник/Добитница                          | Номиновани |
| ------ | ------------------------------------------- | --- |
| 2020   | Ма Рејни: Мајка блуза – Ен Рот              | - Ема — Александра Берн - Манк — Триш Самервил - Мулан — Бина дајглер - Пинокио — Масимо Кантини Парини                                                      |
| 2021   | Злица – Џени Биван                          | - Сирано — Масимо Кантини Парини и Жаклин Диран - Дина — Жаклин Вест и Боб Морган - Алеја ноћних мора — Луис Секеира - Прича са западне стране — Пол Тејзвел |
| 2022   | Црни Пантер: Ваканда заувек – Рут Е. Картер | - Вавилон — Мери Зофрес - Елвис — Кетрин Мартин - Све у исто време — Ширли Курата - Госпођа Харис иде у Париз — Џени Биван                                   |
| 2023   | Јадна створења – Холи Вадингтон             | - Барби — Жаклин Диран - Убиства под цветним месецом — Џеклин Вест - Наполеон — Џенти Јејтс и Дејв Кросман - Опенхајмер — Елен Миројник                      |
| 2024   | Злица – Пол Тејзвел                         | - Боб Дилан: Потпуни незнанац — Аријан Филипс - Конклава — Лизи Кристл - Гладијатор 2 — Џенти Јејтс и Дејв Кросман - Носферату — Линда Мјур                  |